# Escharoides angela
Escharoides angela är en mossdjursart som först beskrevs av Hutton 1873.  Escharoides angela ingår i släktet Escharoides och familjen Exochellidae. Inga underarter finns listade i Catalogue of Life.